# Alcis nebulosa
Alcis nebulosa là một loài bướm đêm trong họ Geometridae.